# Photocall (acción)

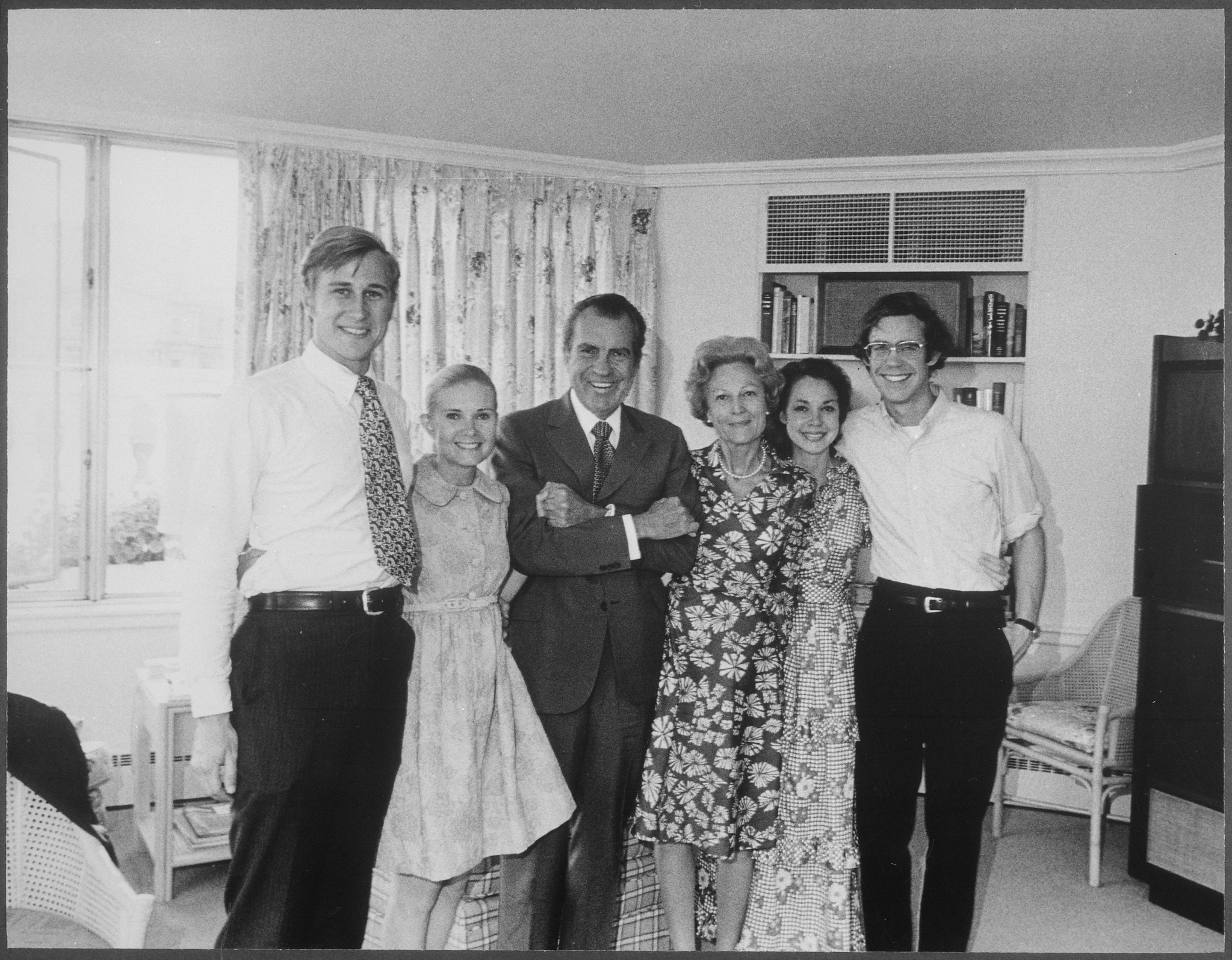

El photocall es una acción de relaciones públicas. Los patrocinadores de un evento invitan a famosos con interés mediático. De este modo, consiguen la presencia de la prensa, que podrá fotografiar y entrevistar brevemente a los famosos en una zona habilitada. Al mismo tiempo, obtienen publicidad de sus marcas, ya que esta zona está repleta de logotipos de las distintas marcas promotoras.
Photopportunity ('photo-op') es un término resultado de la combinación de dos palabras en inglés: Photo y Opportunity. Acción de relaciones públicas.
Representa la oportunidad de hacer fotografías o imágenes para televisión colocando a un portavoz frente a una trasera o escenario que exponga claramente la imagen o logotipo de una marca u organización determinada. 
El objetivo de esta acción es asociar al portavoz con la organización y lograr exponer la marca positivamente. La trasera también se conoce como photocall.
- Datos: Q3776406
- Multimedia: Photo ops / Q3776406